# Цревна напаст
Цревна напаст (енгл. The Cable Guy) или Мајстор за кабловску мрачна је и комична филмска драмедија из 1996. режисера Бена Стилера. Главне улоге тумаче: Џим Кери, Метју Бродерик, Лесли Мен и Џек Блек.
Постао је познат по томе што је то први филм у коме је Џим Кери тражио плату од двадесет милиона долара унапред, што је био највећи износ икад исплаћен неком комичару.

## Радња
Стивен Ковакс (Метју Бродерик) се сели у нови стан због проблема са својом девојком Робин. Да би подесио ТВ, он позива чаробњака. Испоставило се да је то био тип из кабловске који се представио као Чип Даглас (Џим Кери). Он уклања све сметње и нелегално повезује Стивена са каналима за плаћање. Између њих се успоставља пријатељски однос који је иницирао Чип. У знак захвалности, Стивен пристаје да постане пријатељ са изванредним кабловским момком, али касније примећује да Чипова пријатељства постају веома чудна и непредвидљива.
У одређеном тренутку, Стивен покушава да прекине све односе са Чипом, али фрустрирани и увређени Чип, који је био спреман на све за Стива, изјављује: „Могу да будем твој најбољи пријатељ... или твој најгори непријатељ.“ Стивена отпуштају са посла и стављају га у затвор, али је пуштен уз кауцију. Најновији злочин Кабловског је киднаповање Стивенове девојке Робин (Лесли Мен), коју је Чип претходно помирио са њим.
Стив проналази девојку и кабловског момка у забрањеној зони на сателитској антени, омиљеном уточишту кабловског момка опседнутог ТВ-ом. Иако Робин и Стивен не виде ништа смешно у ономе што се дешава, Чип то не схвата озбиљно. За њега је то као последња сцена у филму. Добацује карикатуралне фразе, цитате, пева уз музику која не постоји у свету филма и не штети ликовима. Чак је и „пиштољ“ у његовим рукама грађевинска хефталица.
Туча се завршава на месту које се налази изнад огромне сателитске антене. У овом тренутку полиција стиже на лице места, јер су хероји пробили у затворени простор. Чип схвата да је све готово, јер нема куда даље, а жеља да се "буде ексцентричан" негде нестаје, а јунак се по први пут у целом филму понаша озбиљно. Прича о свом детињству, у којем његова мајка уопште није била. Није обраћала пажњу на свог сина, остављајући васпитање детета на милост и немилост ТВ-у. Кабловски схвата да су његови проблеми у односима са људима последица чињенице да је цело детињство провео пред телевизором и да није добио љубав од родитеља. Он такође закључује да је телевизија зло које хипнотише људе, одвраћајући их од стварног света и од њихових рођака и пријатеља.
Чип се спушта са висине на тањир са антеном у средини у нади да ће га уништити и лишити околне територије телевизије, а он ће умријети од чињенице да ће му антена пробити тијело наскроз. Али он пада поред игле и остаје жив. Робин и Стивен га затим прате на носилима до хеликоптера. Може се претпоставити да се однос између њих побољшава, а пар разуме осећања Кабловски. Он схвата да су сва његова зверства и чудна дела резултат најплеменитијих намера.
У последњој сцени, медицинар у хеликоптеру развесели кабловског момка називајући га пријатељем. Али он опет превише озбиљно схвата љубазност друге особе.